# De skal lære at leve
De skal lære at leve er en dansk propagandafilm fra 1948 med ukendt instruktør.

## Handling
Efter 2. verdenskrigs ophør var hundredtusinder af børn over hele Mellemeuropa hjemløse, syge og udhungrede. Filmen er ikke blot en reportage over det hjælpearbejde, foreningen Red Barnet udrettede og stadig udøver, men berører på en appellerende måde problemet om Europas fremtid.